# La maledizione della tomba egizia
La maledizione della tomba egizia è un racconto incluso in Poirot indaga, la prima raccolta di racconti di Agatha Christie con protagonista il piccolo e geniale investigatore belga Hercule Poirot, pubblicato per la prima volta nel Regno Unito nel 1924.

## Trama
Poirot riceve la visita di Lady Willard, la vedova del famoso egittologo, Sir John Willard, l'archeologo che ha scoperto la tomba del faraone Men-her-Ra insieme al finanziatore americano Bleibner. Tutti e due gli uomini sono morti ad una distanza di quindici giorni l'uno dall'altro, Sir John per un attacco cardiaco e il signor Bleibner per avvelenamento del sangue. Pochi giorni dopo il nipote di Bleibner, Rupert, si è sparato e la stampa si è quindi scatenata nel parlare di maledizione egizia. Il figlio di Lady Willard, Guy, vuole andare in Egitto per proseguire l'opera del padre e la donna ha paura che anche lui possa fare una brutta fine.
Poirot afferma di credere nella forza della superstizione e accetta il caso, con gran sorpresa di Hastings. Come prima cosa, Poirot si fa mandare da New York informazioni su Rupert Bleibner. Il giovane era una specie di vagabondo che era riuscito a procurarsi la somma necessaria per un viaggio fino in Egitto, dove avrebbe trovato un amico che l'avrebbe aiutato. Suo zio, ad ogni modo, si era rifiutato di dargli anche solo un penny e Rupert era tornato in America, dove aveva sceso sempre di più la china, fino ad arrivare al suicidio, e al bigliettino che aveva lasciato in cui aveva scritto di essere un lebbroso ed un emarginato.
Poirot e Hastings poi si recano in Egitto e si uniscono alla spedizione – scoprendo così che c'è stata un'altra morte, un americano ucciso dal tetano. L'investigatore ispeziona gli scavi e sente sempre più forte l'influsso del male. Una sera Poirot mette in scena una piccola recita sulla venuta di Anubi che spaventa tutti tranne Towill, un esperto del museo britannico, e il chirurgo della spedizione, il dottor Ames. Una notte Hassan, uno dei servitori arabi del gruppo, porta a Poirot una tazza di camomilla. Mentre Hastings è fuori dalla tenda ad ammirare il deserto notturno, sente Poirot soffocare dopo aver bevuto la bevanda. Corre quindi a chiamare il dottor Ames ma è solo un trucco per portare il medico dentro la tenda: infatti l'investigatore ordina ad Hastings di bloccarlo, ma l'uomo riesce ad ingerire una capsula di cianuro.
Poirot spiega che Rupert era l'erede di Bleibner e che il dottor Ames, in segreto, era l'erede del ragazzo. L'amico che Rupert stava andando a trovare in Egitto, infatti, non era lo zio, ma il dottore, che gli ha anche procurato i soldi per tornare a New York. Il dottore aveva fatto credere a Rupert di avere contratto la lebbra durante uno dei suoi viaggi, quando invece il ragazzo aveva solo una semplice irritazione della pelle. Una volta saputo che Bleibner era morto (ucciso dal dottore), Rupert ha creduto fosse tutta colpa della maledizione egizia ed ha deciso di uccidersi, scrivendo nel bigliettino della lebbra, che tutti hanno preso per una metafora, quando invece era una realtà.

## Edizioni
- Agatha Christie, La maledizione della tomba egizia, traduzione di Lidia Lax, collana Oscar Mondadori, Mondadori, 2006,  p. 236, ISBN 88-04-51610-0.